# Jean-Baptiste Noirot (général)
Pour les articles homonymes, voir Noirot et Jean-Baptiste Noirot.
Jean-Baptiste Noirot, né le 26 décembre 1768 à Port-sur-Saône en Haute-Saône et mort le 18 septembre 1826 à Chassey-lès-Scey, dans le même département, est un général français de la Révolution et de l’Empire.

## Biographie

### Du garde du corps au colonel
Né le 26 décembre 1768 à Port-sur-Saône, il entre en service dans les gardes du corps du comte d’Artois le 19 octobre 1788 mais est réformé lors de la suppression de ces gardes le 12 septembre 1791. Il n'en poursuit pas moins sa carrière en étant nommé sous-lieutenant au 19e régiment de cavalerie le 10 mars 1792, puis aide de camp du général Jean du Teil, son beau-père, le 4 mars 1793, à l'armée de la Moselle. Après avoir servi au siège de Toulon, il passe à l'armée d'Italie en l'an II. Capitaine le 30 décembre 1793, il est affecté à l'armée du Rhin et nommé chef d’escadron le 1er décembre 1795, puis inspecteur de cavalerie le 28 décembre 1796.
Passé avec son grade au 13e régiment de dragons le 18 avril 1798, il se distingue au siège de Philippsbourg. Il est ensuite promu chef de brigade au 23e régiment de cavalerie le 12 août 1799, passe à l’armée du Rhin où il se signale à Salzbourg puis prend le commandement du 5e régiment de cuirassiers le 30 décembre 1802. Il devient membre de la Légion d'honneur le 11 décembre 1803 et officier de l’ordre le 14 juin 1804.

### Général de l'Empire
Noirot prend part à la campagne d’Autriche de 1805 au sein de la division du général d'Hautpoul, se distingue à Austerlitz et devient commandeur de la Légion d’honneur le 25 décembre 1805. Il est promu général de brigade le 31 décembre 1806, après être resté sept ans au grade de colonel, ce qui est une durée inhabituelle pour l'époque. il est alors transféré à la 1re division de dragons du général Klein et est blessé au combat de Hof le 6 février 1807. Il est affecté à l’armée de réserve le 8 juillet suivant et reçoit le commandement du département de la Meuse-Inférieure le 12 avril, puis, le 12 décembre de la même année, celui du dépôt de cavalerie de Burgos par lequel transite les renforts en hommes et en chevaux destinés à l'armée d'Espagne. 
Il conserve ce poste jusqu'au 7 avril 1809 : le 24 du même mois, il devient gouverneur de Santander, avant de rejoindre en septembre la division de cavalerie du général Milhaud où il commande une brigade formée des 5e et 12e régiments de dragons. Il se signale avec cette troupe à la bataille d'Ocaña, le 19 novembre, et est mentionné favorablement par le maréchal Soult dans son rapport. Rentré en France en septembre 1811, il reçoit le commandement du département de Seine-et-Oise le 13 février 1812. Il est créé baron de l’Empire le 22 mars 1813 et prend la tête du dépôt de cavalerie à Erfurt le 9 mai suivant. Au mois de septembre, chargé de ramener le dépôt général de cavalerie de la Grande Armée sur le Rhin, il se laisse surprendre par l’ennemi, ce qui sème la confusion dans les lignes de communication françaises. Cet incident lui vaut d'être destitué et emprisonné pour négligence le 30 septembre 1813.

### Au service du roi
Après l’abdication de l’Empereur, il est réintégré le 4 juillet 1814, nommé inspecteur général de la gendarmerie le 18 juillet et chevalier de l’ordre de Saint-Louis le 29 du même mois. Il n’est pas employé pendant les Cent-Jours. Mis en non-activité le 1er janvier 1816, il est admis à la retraite le 1er décembre 1824 et meurt le 18 septembre 1826 à Chassey-lès-Scey. Le 17 février 1793, il épouse à Strasbourg Marguerite du Teil, fille du général Jean du Teil (1738-1820).
L'historien américain Robert Burnham écrit au sujet de Noirot qu'« on se souvient de lui comme le général qui a perdu le contrôle de ses troupes et causé de sérieux dommages aux lignes de communication de l'armée à un moment critique ».